# جاك بومونت (مجدف)
جاك بومونت (بالإنجليزية: Jack Robert A. Beaumont)‏ هو مجدف بريطاني، ولد في 21 نوفمبر 1993 في مايدنهيد (إنجلترا) في المملكة المتحدة.

## وصلات خارجية
- جاك بومونت على موقع الاتحاد الدولي للتجديف (الإنجليزية)
- جاك بومونت على موقع اللجنة الأولمبية الدولية (الإنجليزية)
- جاك بومونت على موقع أوليمبيديا (الإنجليزية)
- جاك بومونت على موقع اللجنة الأولمبية البريطانية (الإنجليزية)